# Dorothée-Christine d'Aichelberg
Dorothée Christine d'Aichelberg (autres orthographes: Dorothee, Dorothy, Chritine, Christiane, von Echelberg, von Aichelburg; 23 janvier 1674 à Plön - 22 juin 1762 à Reinfeld) est l'épouse du Christian Charles de Schleswig-Holstein-Sonderburg-Plön-Norbourg comme Frau von Karlstein. Plus tard, en tant que veuve et mère de Frédéric-Charles de Schleswig-Holstein-Plön, elle reste pendant plusieurs années au centre d'un litige de succession.

## Biographie
Dorothée Christine est la fille de Jean-François d'Aichelberg, Hofmeister et de l'huissier de justice à Norbourg, et sa femme Anne Sophie de Trautenbourg gennant Beyern. Son père appartient à une famille catholique de Carinthie dont la noblesse a été confirmée comme étant du début du XVIe siècle. Dans les Héréditaire des Terres des Habsbourg, les Aichelberg reçoivent l'élévation au titre seigneurial en 1655 et au titre comital en 1787.
Dorothée est femme de chambre de la duchesse Élisabeth Charlotte d'Anhalt-Harzgerode. Après la mort du duc Auguste de Schleswig-Holstein-Sonderbourg-Plön-Norbourg et la prise de pouvoir de son fils, Joachim-Frédéric de Schleswig-Holstein-Plön en 1699, elle suit la duchesse à son château à Østerholm sur Als. Elle développe une relation avec Christian Charles, le frère cadet de Joachim Frédéric, qui sert comme colonel dans l'armée de Brandebourg-Prusse. À la mort de son père, il hérite des manoirs de Sebygaard et Gottesgabe sur l'île d'Ærø, venant de son oncle Bernard de Schleswig-Holstein-Plön. Il estime que , probablement, chaque noble dans ce pays est plus riche que moi. Il juge que, dans ces circonstances, Dorothée Christine semble être un bon conjoint. Toutefois, la cour de Norbourg et sa famille s'opposent à un mariage morganatique.
Dans cette situation, Dorothée Christina reçoit une invitation de la cour dans Dillenburg. Christian Charles suit et ils vont à Francfort-sur-le-Main. Ils sont mariés par le surintendant Johann Jacob Müller au château Curti (de) dans Groß-Umstadt. Leurs témoins, sont l'hôte, l'huissier de justice Carl Wilhelm von Curti, et sa femme, Anna, Helena Schenk zu Schweinsberg.

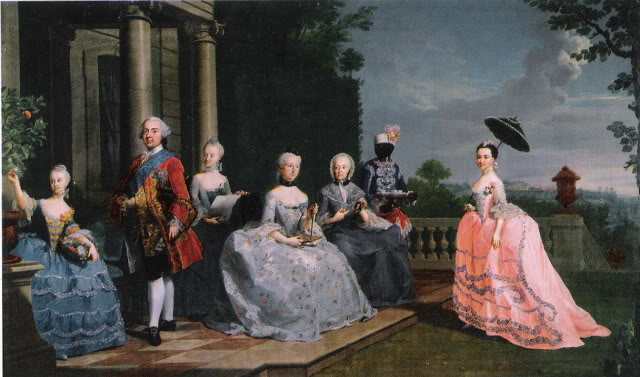
Dorothée Christine avec la famille de son fils Frédéric-Charles, dans le Jardin de Traventhal Maison, peinture par Johann Heinrich Tischbein (1759), de gauche à droite: la Princesse Louise Albertine, le Duc Frédéric-Charles, la princesse Frédérique Sophie, la duchesse Christine Armgard, Dorothée Christine, un africain, le serviteur, la princesse Charlotte Amélie Wilhelmine

Le mariage est d'abord gardé secret, mais Charles Ier de Hesse-Cassel en parle à sa sœur Charlotte-Amélie de Hesse-Cassel, la reine de Danemark, et elle le dit à la famille ducale. Joachim Frédéric conteste le statut du mariage, insistant pour qu'il soit déclaré morganatique. Cependant, Dorothée Christine est en mesure de prouver son origine noble. Joachim Frédéric force ensuite son frère à accepter un règlement préparé par le tribunal, signé par les deux frères à Norbourg le 24 novembre 1702 et confirmé par le roi danois, le 5 décembre 1702. Dans le règlement, Christian Charles renonce à toute action dans la succession du Schleswig-Holstein au nom de lui-même, sa femme, et tous les enfants qu'ils pourraient avoir. Cela signifie que le territoire de la famille, qui est très petit, ne serait plus fragmenté. Si, toutefois, les descendants de Joachim Frédéric venaient à s'éteindre dans la ligne masculine, les descendants de Christian Charles seraient rétablis en tant qu'héritiers. Christian Charles et sa famille prennent le nom de famille von Karlstein.
Une faille dans le règlement ne précise pas ce qui se passerait si la branche ducale de Schleswig-Holstein-Sonderbourg-Plön venait à s'éteindre. Selon les termes du testament du duc Auguste de Schleswig-Holstein-Sonderbourg-Plön-Norbourg, Plön appartiendrait à Joachim Frédéric et Norbourg passerait à Christian Charles. Cela pouvait sembler hautement improbable en 1702, mais cela s'est produit seulement quatre ans plus tard: le duc Jean-Adolphe Ier de Schleswig-Holstein-Plön et son fils Adolphe Auguste sont morts en 1704, laissant Plön dans les mains de Léopold Auguste, fils d'Adolphe Auguste. Léopold Auguste meurt en 1706, laissant Plön à Joachim Frédéric.
Christian Charles et Dorothée Christine ont deux filles: Charlotte née en 1703 et décédée jeune et Augusta (13 septembre 1704 - 1749). Christian Charles meurt de la Variole le 23 mai 1706. Le 4 août 1706, leur fils Frédéric-Charles de Schleswig-Holstein-Plön est né à titre posthume. Après la mort de son mari, Dorothée Christine passe 56 ans comme veuve. Elle passe plusieurs années à défendre les droits de son fils d'hériter de Plön. Elle est aidée par son représentant légal Frederick von Reventlow et par Hansen von Ehrencron et C. G. von John, qui ont été nommés tuteurs de son fils par le roi. Sa demande est prise en charge par l'école de droit de l'Université de Kiel et des avocats étrangers, tels que Johann Peter von Ludewig et Christian Thomasius. Leur point de vue est que le mariage n'a pas été morganatique à l'origine et que l'accord de 1702 ne l'a pas rendu morganatique. Néanmoins, Joachim Frédéric refuse de reconnaître son neveu comme héritier. Il est encore dans l'espoir d'avoir un fils lui-même. Cependant, ses deux mariages donnent seulement des filles et il meurt en 1722, profondément endetté et sans héritier mâle.
Le roi Frédéric IV de Danemark reconnait Frédéric Charles comme un vrai et né duc de Schleswig et de Holstein et élève Dorothée Christine au rang des princes dans deux lettres patentes, datées des 18 et 19 décembre 1722. Toutefois, cette reconnaissance n'est valable que pour le Schleswig et le Schleswig-Holstein-Sonderbourg-Plön qui se trouve sous suzeraineté danoise. Le cousin de Frédéric Charles, Jean-Ernest de Schleswig-Holstein-Sonderbourg-Plön-Rethwisch réclame le Holstein et les parties de Schleswig-Holstein-Sonderbourg-Plön, qui sont sous la suzeraineté impériale. Par conséquent, Frederic Charles ne peut prendre possession de Schleswig-Holstein-Sonderbourg-Plön qu'après la mort de Jean-Ernest le 24 mai 1729. En 1731, il est enfin reconnu par le Conseil aulique. Pour Dorothée Christina, cela signifie que son mariage est enfin reconnu comme "juste et légitime".
Dorothée passe le reste de sa vie dans sa maison à Reinfeld et au Palais de Plön. Elle meurt à un âge très avancé, le 22 juin 1762 à Reinfeld, d'une maladie de poitrine. Elle est enterrée le 30 juin 1762 à la crypte ducale à Plön Château. Elle laisse de l'argent à l'orphelinat de Plön, qu'elle a fondée en 1746; pour les secours d'urgence aux pauvres à Reinfeld; et pour le prédicateur de Reinfeld.
Les ducs de Schleswig-Holstein-Sonderbourg-Augustenbourg et d'Anhalt-Bernbourg sont parmi ses descendants.

## Descendance
Le couple a les enfants suivants:
- Charlotte Amélie Ernestine (1703 - morte en bas âge)
- Wilhelmine Augusta (1704-1749), épouse en 1731 Conrad Detlev, le fils aîné de Christian Detlev von Reventlow
- Frédéric Charles (1706-1761)